# Rathaus Hildburghausen

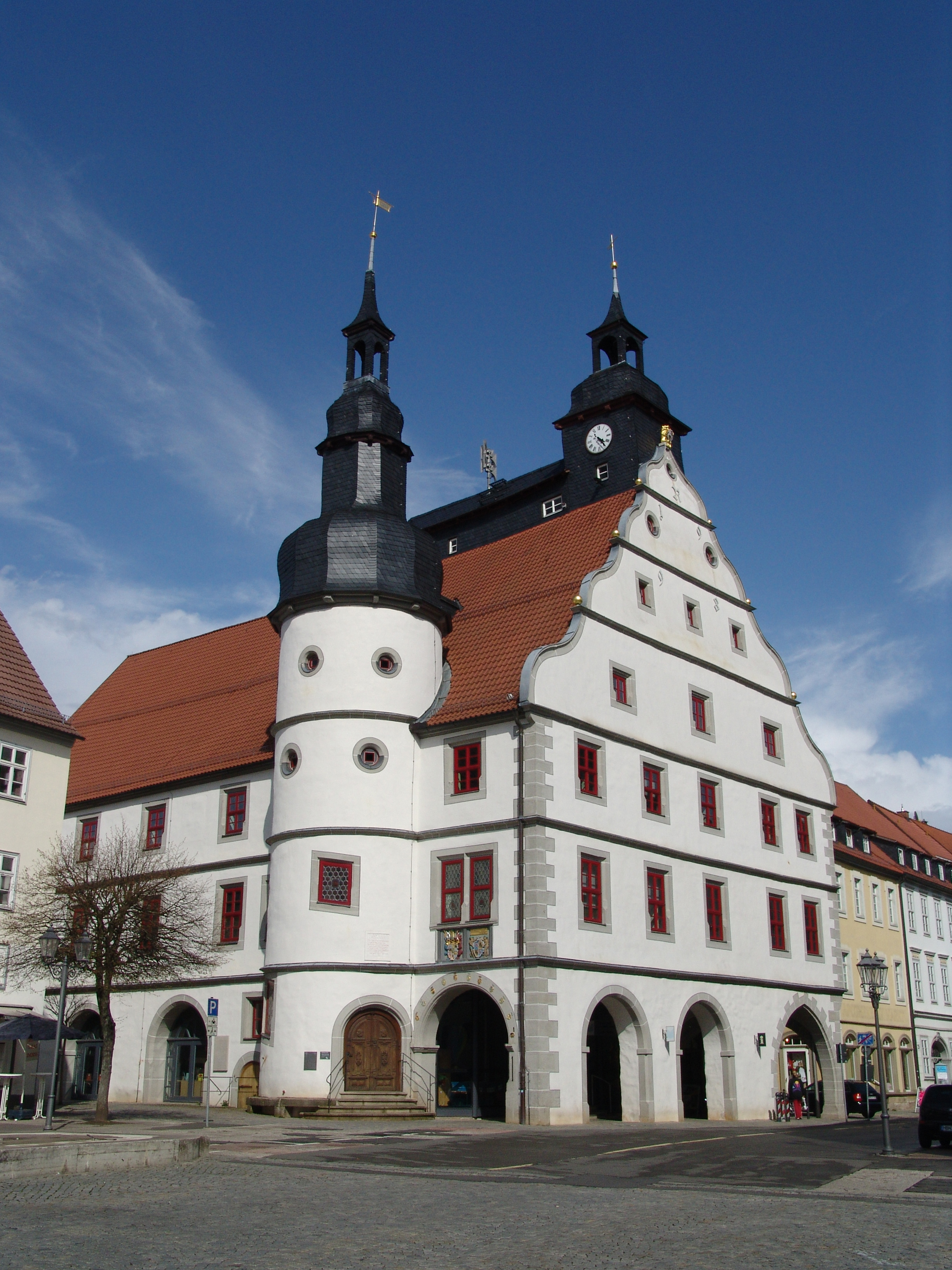
Rathaus Hildburghausen

Das alte Rathaus steht am Marktplatz von Hildburghausen. Das repräsentative Rathaus ist Sitz der Kommunalverwaltung und Tagungsort des Stadtrates im Bürgersaal. Als Sitz der Verwaltung beherbergt es mehrere kommunale Behörden wie die Bibliothek, die Touristinformation und das Standesamt.

## Geschichte
Das Rathaus enthält im Kern den Rest des im 13. Jahrhundert errichteten und 1325 erstmals quellenmäßig belegbaren sogenannten Steinhauses. Es war eine feudale Kemenate, die 1388 ausbrannte und danach der Stadt zum Bau eines Rathauses überlassenen wurde. Der Baubeginn war 1395, die Fertigstellung 1417. Nach der Teilzerstörung durch ein Unwetter 1572 wurde es notdürftig wieder hergerichtet. 1594 entstand ein Neubau unter Verwendung der Außenmauern des alten Baus. Im 19. und 20. Jahrhundert fanden zahlreiche Umbauten innen und außen statt, vor allem im Bereich des Erdgeschosses. Dieser enthielt bis 1862 die Brot- und Fleischbänke und verfügte über vier Zugänge. 1945 wurde das Rathaus zum Teil zerstört. 1951 wurde es außen renoviert. Bei der 1995 begonnenen Sanierung des Hauses wurde vor allem auf die Erhaltung historischer Befunde Wert gelegt. Sie hatte zum Ziel, eine originalgetreue Wiederherstellung der Bausubstanz und der Raumaufteilung von 1595 zu erreichen. Auch die bis 1919 bewohnte Wohnung des Türmers wurde etwa im Original hergerichtet.

## Baubeschreibung
Der dreigeschossige Putzbau erhielt 1595 seine heutige Form im Renaissancestil. Das Gebäude hat ein steiles Satteldach. Nach Süden weist es einen dreigeschossigen Volutengiebel auf. An der Westseite befindet sich ein viergeschossiger runder Treppenturm mit einer zweifach geschweiften Haube, die von einer offenen Laterne bekrönt wird. Der Dachreiter enthält die Turmuhr und ist mit einer Haube und Laterne bedeckt. Am Portal sind im Rundbogen elf kleine Wappen der Zünfte und die eiserne Elle am Pfosten angebracht, die an das wichtigste Gewerbe in der mittelalterlichen Stadt, die Textilindustrie erinnert. Die darüber liegende Brüstung der Fenster zieren das Stadtwappen und das große Landeswappen Sachsens von 1595.